# Chiesa di San Marco Evangelista (Mairago)
La chiesa di San Marco Evangelista è la parrocchiale di Mairago, in provincia e diocesi di Lodi; fa parte del vicariato di Lodi Vecchio-San Martino in Strada.

## Storia
La prima citazione di una chiesa a Mairago è da ricercarsi in un documento 1321 grazie al quale si sa che essa era filiale della pieve di Cavenago d'Adda. Una seconda menzione risale al 1584. Nel 1619 la parrocchia è elencata tra quelle comprese nel vicariato di Cavenago d'Adda; in quello stesso secolo la chiesa venne riedificata. Verso la fine del Seicento la parrocchiale passò al vicariato di Bertonico. Nel 1690 i fedeli erano 595, passati a 965 nel 1779, scesi a 855 nel 1786 e saliti a 1090 nel 1859.
L'attuale parrocchiale è frutto di un rifacimento condotto nel XIX secolo; la consacrazione fu impartita il 29 maggio 1876 dal vescovo di Lodi Domenico Maria Gelmini. Durante la prima metà del XX secolo la chiesa fu completamente ristrutturata e risistemata; nel 1978 la facciata fu oggetto di un intervento di ristrutturazione, nel 1980 toccò al campanile, nel 1984 al presbiterio, nel 1987 al tetto e nel 2014 di nuovo alla facciata. Nel frattempo, nel 1989 circa, la parrocchiale era passata al vicariato di San Martino in Strada.